# Пояна-Менестірій
Пояна-Менестірій (рум. Poiana Mănăstirii) — село у повіті Ясси в Румунії. Входить до складу комуни Цибана.
Село розташоване на відстані 299 км на північ від Бухареста, 25 км на південний захід від Ясс.

## Населення
За даними перепису населення 2002 року у селі проживали 487 осіб, усі — румуни. Усі жителі села рідною мовою назвали румунську.